# José Vera Jardim
José Eduardo Vera Cruz Jardim, né le 2 janvier 1939 à Ponte de Sor, est un homme politique portugais membre du Parti socialiste (PS). Il est ministre de la Justice entre 1995 et 1999 et vice-président de l'Assemblée de la République de 2009 à 2011.

## Biographie

### Une longue carrière d'avocat
Après avoir obtenu une licence de droit à l'université de Lisbonne, il devient avocat en 1963. Pendant près de quinze ans, il exerce son métier auprès de l'ambassade d'Allemagne de l'Ouest. En 1977, il fonde un cabinet avec Jorge Sampaio et Júlio Castro Caldas.

### Débuts politiques au Parlement
Candidat sur la liste PS dans le district de Lisbonne lors des élections législatives anticipées du 19 juillet 1987, il doit attendre mars 1988 pour commencer à siéger à l'Assemblée de la République. Lors du scrutin du 6 octobre 1991, il est en seizième position sur la liste de Lisbonne, mais est tout de même réélu.

### Du gouvernement au retrait de la politique
Pour les élections législatives du 1er octobre 1995, il est placé en troisième position dans le district de Setúbal. Le 28 octobre suivant, José Vera Jardim est nommé ministre de la Justice dans le gouvernement formé par le nouveau Premier ministre socialiste António Guterres. Bien que réélu, dans le district de Lisbonne, à l'occasion des élections du 10 octobre 1999, il cède quinze jours plus tard son ministère à António Costa.
Il continue alors de siéger au Parlement. À l'ouverture de la XIe législature le 15 octobre 2009, il est élu vice-président de l'Assemblée de la République par 182 voix favorables et 42 bulletins nuls. Avec la convocation d'élections anticipées le 5 juin 2011, il renonce à solliciter un huitième mandat et se retire de la vie politique.